# Polysemi
Polysemi (från grekiska πολυ-, poly-, "flera" och σήμα, sêma, "tecken") betyder "mångtydighet", används inom lexikologi och lexikografi om homonymer som är etymologiskt närbesläktade.
Ofta utvecklas en betydelse av ett ord ur ett annat ord; Hos ordet fluga är betydelsen "halsprydnad" sekundär i förhållande till betydelsen "flygfä". Polysemi ska dock skiljas från homonymi, det vill säga det mer allmänna förhållandet att ord låter och stavas likadant, till exempel skarv (i betydelserna "fog" och "fågel"), oberoende av om orden är besläktade eller inte.
Genom språkutveckling kan sambandet mellan två relaterade betydelser gå förlorat. Ursprungligen betydde ordet bok bara trädet bok. Efter att man börjat rista runor i trädets bark blev bok polysemt eftersom det även kunde syfta på en samling bokbarkskivor med text, en bok. När man slutade skriva på barkskivor och övergick till papper försvann kopplingen mellan textsamlingen och bokträdet och ordet bok blev homonymt.[källa behövs]
I ordböcker uppförs fall av polysemi under samma uppslagsord, medan homonymer uppförs i skilda uppslagsord.